# Jacques Haeko
Jacques Haeko (* 23. April 1984) ist ein neukaledonischer Fußballspieler, auf der Position eines Stürmers. Er war zuletzt bei AS Lössi in Nouméa und der neukaledonischen Fußballnationalmannschaft aktiv.

## Karriere

### Verein
Seine Karriere auf Vereinsebene verbrachte Haeko vorwiegend in seiner neukaledonischen Heimat. Ab der Saison 2008/09 stand er, zusammen mit Jean-Marc Hmaloko und den Brüdern Luther und Jean-Jacques Wahnyamalla, im Kader des Hauptstadtklub AS Lössi in der erstklassigen Division d’Honneur. Hier erzielte er am 28. Oktober 2008 beim 11:0-Sieg gegen die Mannschaft JS Baco 5 Tore. Am Ende der Saison belegte Haeko mit der Mannschaft den dritten Platz in der Meisterschaft. Bis zur Saison 2012 konnte er jedoch keine Vereinstitel gewinnen. Erst im Finale des Nationalen Pokals 2012 gewann er mit der Mannschaft, gegen den neukaledonische Rekordmeister AS Magenta, seinen ersten Vereinstitel. Bis zum Sommer 2015 sollte es jedoch sein einziger Titel mit den Verein bleiben. Ob Haeko nach der Saison 2015 seine Karriere beendete oder zu einem anderen Verein wechselte, ist nicht bekannt.

### Nationalmannschaft
Sein Debüt für die Neukaledonische Fußballnationalmannschaft gab Haeko im Rahmen der XIV. Pazifikspiele am 27. August 2011 gegen die Auswahl aus Vanuatu. Hier wurde er in der 72. Minute für den Stürmer Georges Gope-Fenepej eingewechselt. In seinen zweiten Länderspiel gegen die Mannschaft aus Tuvalu erzielte er sein erstes Tor im Dress der Nationalmannschaft. Im Finale, Haeko kam nicht zum Einsatz, gewann die Mannschaft mit 2:0 gegen die Auswahl von den Salomonen die Goldmedaille. Ein Jahr später war er zusammen mit Emile Béaruné, Georges Gope-Fenepej und Stürmer Bertrand Kaï, Teilnehmer der Ozeanienmeisterschaft 2012. Im Gruppenspiel gegen die Mannschaft aus Samoa, erzielte Haeko 5 Tore. Zwar bezwang er mit der Mannschaft im Halbfinale den Favoriten Neuseeland, unterlag im Finale jedoch der Auswahl von Tahiti mit 1:0. Mit 6 Toren wurde Haeko Torschützenkönig des Turniers. Im gleichen Jahr war zudem Teilnehmer am Coupe de l’Outre-Mer 2012, wo er jedoch keine nennenswerten Erfolge erzielen konnte. Auch seine Teilnahme an Qualifikationsspielen für die Weltmeisterschaft 2014 brachte keine Erfolge. Seinen bislang letzten Einsatz im Trikot der Nationalmannschaft absolvierte Haeko am 16. Oktober 2012 im Rahmen der Qualifikation zur Fußball-Weltmeisterschaft 2014 gegen die Mannschaft der Salomonen.

### Erfolge
Verein
- Neukaledonischer Pokalsieger: 2012

International
- Pazifikspiele: 2011

Persönliche Auszeichnungen
- Torschützenkönig der Ozeanienmeisterschaft 2012 (6 Tore)